# Karpatenrundschau
Karpatenrundschau este un săptămânal de limba germană, apărut la 1 martie 1968 la Brașov, prin schimbarea denumirii bisăptămânalului Volkszeitung (Ziarul poporului), care apărea din 30 mai 1957.
De la apariție, în 1968, Karpatenrundschau (Orizont Carpatin) era o publicație săptămânală pentru societate, politică și cultură (Wochenschrift für Gesellschaft, Politik, Kultur), distribuită în toate zonele din România cu populație germană. Redactor-șef al publicației, la înființarea, a fost Eduard Eisenburger, fostul redactor-șef de la Volkszeitung.
La sfârșitul anilor '60 avea un tiraj de 7.000 de exemplare. 
Includera Carpaților în titlul publicației avea ca obiectiv reînnodarea tradiției presei de limbă germană din Brașov, reprezentată de revista culturală și politică bilunară Die Karpathen (Carpații), scoasă între 1907 și 1914 de Adolf Meschendörfer. 
După evenimentele din 1989, care au permis emigrarea în masă a populație de origină germană din România, numărul de potențiali cititori ai publicațiileor de limbă germană a scăzut dramatic. Pentru a supraviețui, ziarele Neuer Weg (Drum Nou) și Neue Banater Zeitung (NBZ) (Noul Ziar Bănățean) au fuzionat în 1993 cu Karpatenrundschau, astfel apărând o nouă publicație, ziarul de limbă germană Allgemeine Deutsche Zeitung für Rumänien (ADZ) (Ziarul Geman General pentru România), care se publică la București.
În prezent publicația Karpatenrundschau apare ca supliment cu patru pagini al ziarului Allgemeine Deutsche Zeitung für Rumänien, redacția având adresa 2200 Brașov, Str. M. Sadoveanu nr. 3, Tel./Fax 068-475841. Este editată de „Fundația pentru promovarea literaturii germane în România” (Stiftung zur Förderung der deutschen Literatur in Rumänien).